# Crocallis elinguaria
Crocallis elinguaria là một loài bướm đêm trong họ Geometridae.

## Hình ảnh

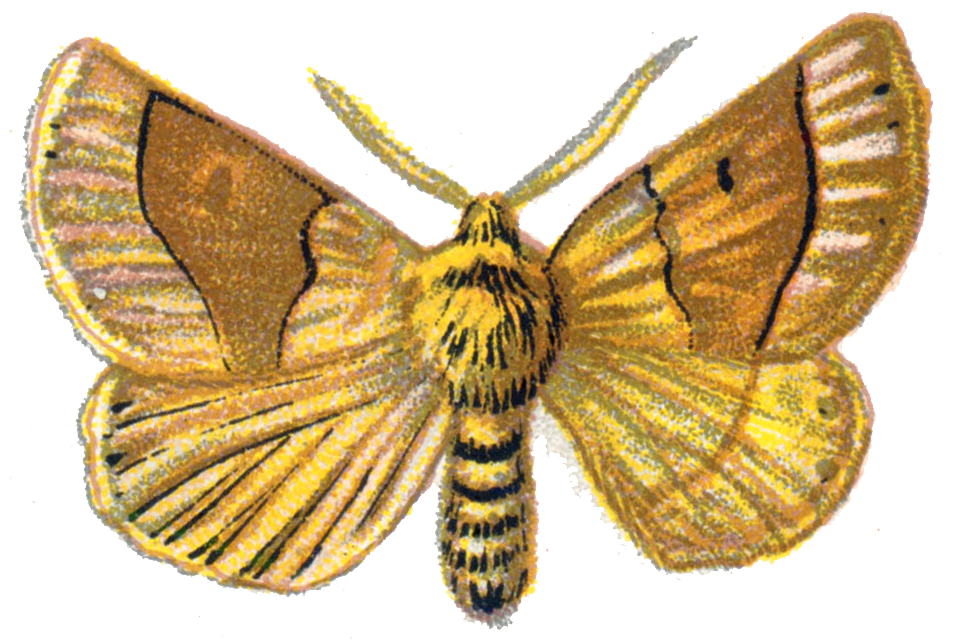
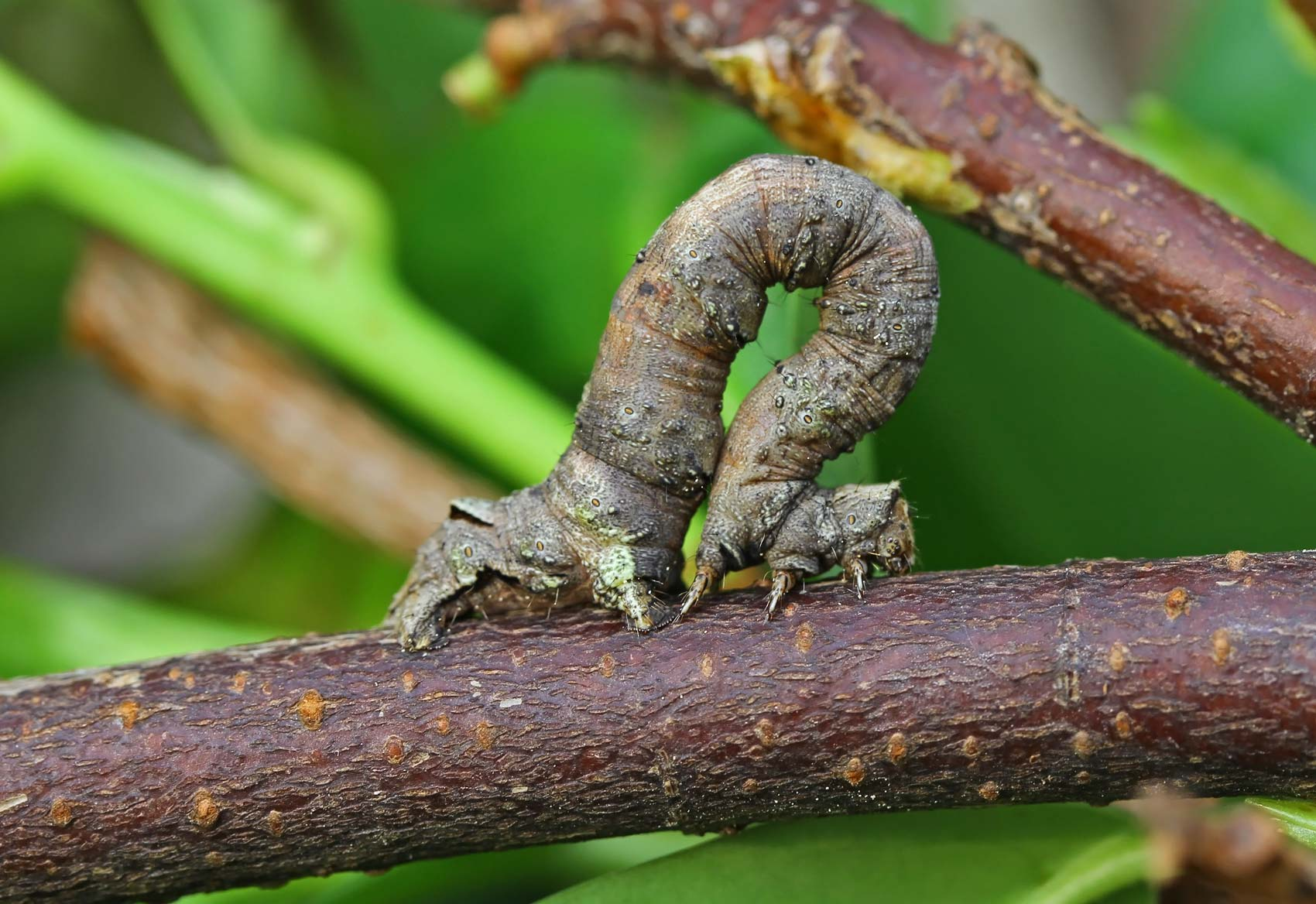
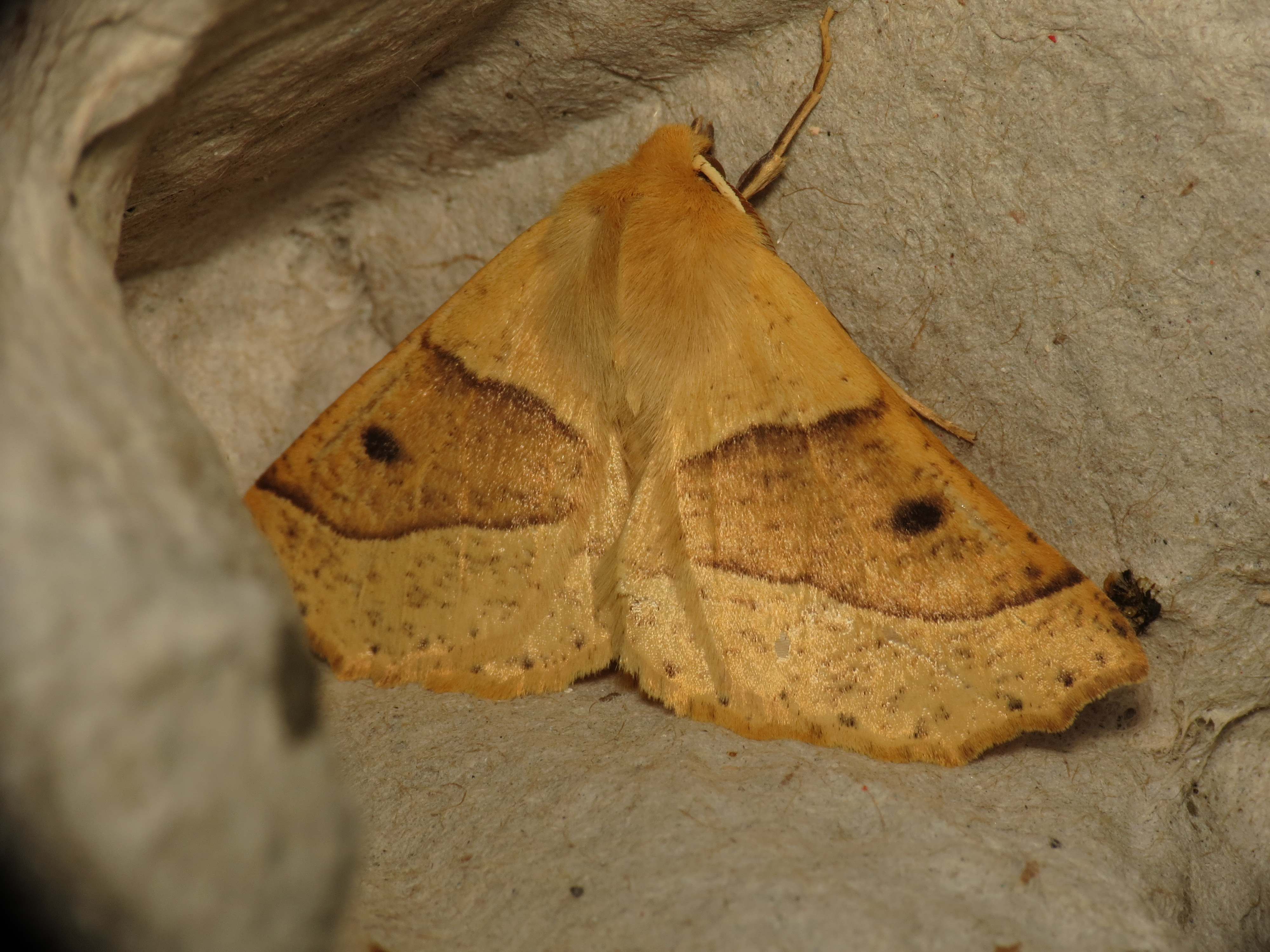
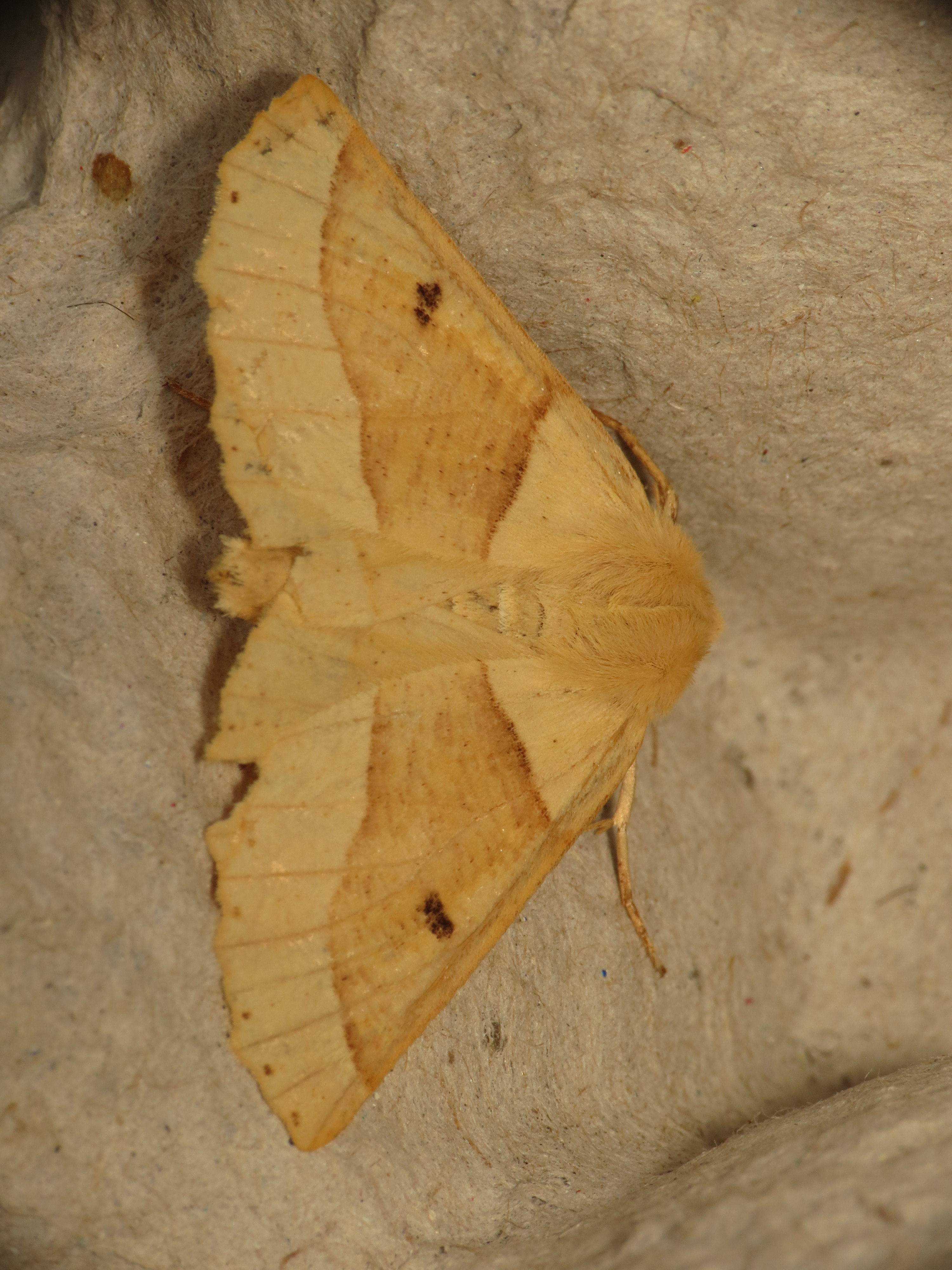